# Klaus Stiewe
Klaus Stiewe (* 14. Oktober 1927 in Detmold; † 29. Juni 1987 in Erlangen) war ein deutscher Altphilologe.

## Leben
Stiewe wurde 1954 an der Georg-August-Universität Göttingen mit der Dissertation „Der Erzählungsstil des homerischen Demeterhymnos“ promoviert und wechselte später an die Westfälische Wilhelms-Universität Münster, wo er sich 1968 mit der Schrift „Das Bild des Tyrannen bei Polybios und Livius“ habilitierte. 1970 erhielt er dort eine Dozentur für Klassische Philologie; im selben Jahr noch wurde er außerplanmäßiger Professor, 1971 Wissenschaftlicher Rat und Professor. Einen Ruf aus Erlangen nahm Stiewe 1975 an und trat am 5. März 1975 seine Stelle als ordentlicher Professor und Lehrstuhlinhaber für Klassische Philologie an. Ab dem Wintersemester 1978/79 war er Leiter des Instituts für Alte Sprachen. 1986 wurde er emeritiert und ging in den Ruhestand.
Eine herausragende Leistung Stiewes war in Zusammenarbeit mit Niklas Holzberg die Zusammenstellung und Aufarbeitung von Forschungsergebnissen über den antiken griechischen Geschichtsschreiber Polybios in der gleichnamigen Veröffentlichung mit Beiträgen von Hartmut Erbse, Kurt von Fritz, Frank W. Walbank, Wilfried Nippel sowie Edwin Graeber und anderen. Die mehrjährige Arbeit wurde im Frühjahr 1979 durch einen mehrmonatigen Krankenhausaufenthalt und lange Rehabilitation unterbrochen, konnte nach seiner Genesung aber doch 1982 erfolgreich beendet werden.

## Schriften (Auswahl)
- Der Erzählungsstil des homerischen Demeterhymnos. Göttingen 1954 (zugl. Dissertation, Göttingen 22. Sept. 1954)
- Das Bild des Tyrannen bei Polybios und Livius. Münster 1968 (zugl. Habilitations-Schrift, Münster 1968)
- Polybios. Wissenschaftliche Buchgesellschaft, Darmstadt 1982, ISBN 3-534-05685-X (Hrsg. mit Niklas Holzberg)
- Mitarbeiter des Kleinen Pauly.